# Resolución 570 del Consejo de Seguridad de las Naciones Unidas
La resolución 570 del Consejo de Seguridad de las Naciones Unidas, adoptada por unanimidad el 12 de septiembre de 1985, después de observar con lamento la muerte del juez de la Corte Internacional de Justicia Platon D. Morozov, el Consejo decidió que en concordancia al Estatuto de la Corte las elecciones para llenar la vacante se efectuarían el 9 de diciembre en una sesión del Consejo de Seguridad y durante la cuadragésima sesión la Asamblea General.
Platon Morozov, nacido en Leningrado en 1906, fue un abogado que representó a la Unión Soviética en varias organizaciones internacionales. Fue miembro de la corte hasta el 6 de febrero de 1970, y fue reelecto el 6 de febrero de 1979 para otro período que terminaría en 1988. Sin embargo, en 1985 Morozov debió renunciar debido a su estado de salud, siendo la segunda vez que un juez de la CIJ lo hiciera.